# Здание Черниговской духовной семинарии
Здание Черниговской духовной семинарии или Комплекс зданий госпиталя (бывшей духовной семинарии) — комплекс зданий, включающий сам госпиталь (бывшую духовную семинарию) и церковь Михаила и Феодора, памятник архитектуры и истории местного значения в Чернигове. В настоящее время в здании размещается Черниговский городской военный госпиталь.

## История
Решением исполкома Черниговского областного совета народных депутатов трудящихся от 17.11.1980 № 551 присвоен статус памятник истории местного значения с охранным № 45 под названием Здание Черниговской духовной семинарии.
Решением исполкома Черниговского областного совета народных депутатов трудящихся от 26.03.1984 № 118 присвоен статус памятник архитектуры местного значения с охранным № 13-Чг под названием Комплекс зданий госпиталя (бывшей духовной семинарии), который включает Комплекс зданий госпиталя (бывшей духовной семинарии) с охранным № 13/1-Чг и Церковь Михаила и Феодора с охранным № 13/2-Чг.
Приказом Департамента культуры и туризма, национальностей и религий Черниговской областной государственной администрации от 12.11.2015 № 254 принято название для памятника — Комплекс зданий Черниговской духовной семинарии.
Имеет собственную «территорию памятника» (Комплекс зданий духовной семинарии, включая саму семинарию и церковь Михаила и Феодора) и в расположено «комплексной охранной зоне памятников исторического центра города», согласно правилам застройки и использования территории. На здании установлена информационная доска.

## Описание
Черниговская духовная семинария — среднее духовное учебное заведение для подготовки священнослужителей — была основана в 1776 году, путём реорганизации Черниговского коллегиума.
Комплекс зданий разместился на усадьбе XVII века черниговского полковника Павла Леонтьевича Полуботка, что за рекой Стрижень углу современных улиц Гетмана Полуботка и Олега Михнюка. Комплекс зданий, построенных в XVIII—XIX века, включает остатки дома Полуботка 17 века. Комплекс состоит из трёх корпусов, расположенных крестообразно и соединённых между собой на уровне второго этажа переходами над арочными проездами. Центральный корпус сориентирован по оси на юго-восток и северо-восток. Юго-западный корпус, расположенный ближе к реке, с северной стороны имеет боковые ризалиты с восьмиугольными башнями, вынесенными за границы основного объёма корпуса. С южной стороны главного корпуса по границе участка расположена однокупольная церковь Михаила и Феодора. Здание семинарии удалено от улицы за исключением церкви, расположенной по красной линии Богуславской улицы (сейчас Гетмана Полуботка). Она завершает видовую перспективу улицы от Красной площади. До конца XVIII века была в комплексе трёх церквей, две из которых (Варваринская и Взнесенская) были разобраны. Возведение зданий для духовной семинарии и их перестройка продолжалось до начала XX века при участии ряда архитекторов. Это оставило свой отпечаток на композиции всего комплекса и архитектуре отдельных корпусов — если у 2-этажного западного корпуса с башнями заметны черты барокко, то у трёхэтажного центрального и двухэтажного восточного корпусах чётче выступают черты классицизма.
В духовной семинарии учились государственные и культурные деятели Илья Васильевич Буяльский, Григорий Гурьевич Верёвка (1910—1916), Николай Иванович Кибальчич (1867), Николай Ильич Подвойский (1894—1901), Павел Григорьевич Тычина (1907—1913), Василий Михайлович Эллан-Блакитный (1910—1914).
Черниговская духовная семинария была ликвидирована после октября 1917 года. В период 1928—1941 годы в комплексе зданий размещался Черниговский педагогический институт. Во время Великой Отечественной войны здания были значительно повреждены. В послевоенные годы были проведены ремонтно-реставрационные работы и здесь разместились медицинские учреждения. Сейчас в здании размещается Черниговский городской военный госпиталь.
Мемориальные доски:
1. украинскому советскому писателю и поэту Василию Михайловичу Эллан-Блакитному — на здании семинарии, где учился
2. украинскому советскому композитору и хоровому дирижёру Григорию Гурьевичу Верёвке — на здании семинарии, где учился
3. украинскому советскому поэту, государственному деятелю Павлу Григорьевичу Тычине — на здании семинарии, где учился
4. русскому революционеру, советскому партийному и государственному деятелю Николаю Ильичу Подвойскому — демонтирована — на здании семинарии, где учился (1894—1901) (доска 1976 год)